# Flora Boreali-Americana (Michaux)
Flora Boreali-Americana (Michaux) (abreviado Fl. Bor.-Amer. (Michaux)) es un libro con ilustraciones y descripciones botánicas que fue escrito por el botánico, briólogo y  explorador francés André Michaux y publicado en Paris & Strasbourg en el año 1803.